# Ткачів
Ткачів — острів на Дніпрі, що розташований нижче Тягинської забори.
Острів завдовжки 900 метри, 200—300 метри завширшки.
Біля нього розташований інший великий острів Кізлев.
Дмитро Яворницький характеризує острів як «великий й дуже гарний».
Ткачів острів складається з каменю та піску. Після вирубаного давнього дубового лісу на ньому ростуть кущі дерев.
Нижче Ткачевого та Кізлевого островів ідуть малі Дмитрові острови.